# Maizières-lès-Brienne
Maizières-lès-Brienne é uma comuna francesa na região administrativa de Grande Leste, no departamento de Aube. Estende-se por uma área de 9,5 km². Em 2010 a comuna tinha 163 habitantes (densidade: 17,2 hab./km²).